# 泰尔斯凯山脉
泰尔斯凯山脉属于南天山山脉，位于吉尔吉斯斯坦东南部，伊塞克湖的南面，长354 km，最高峰为鲍里斯·叶利钦峰（Boris Yeltsin Peak），海拔5,216 m。

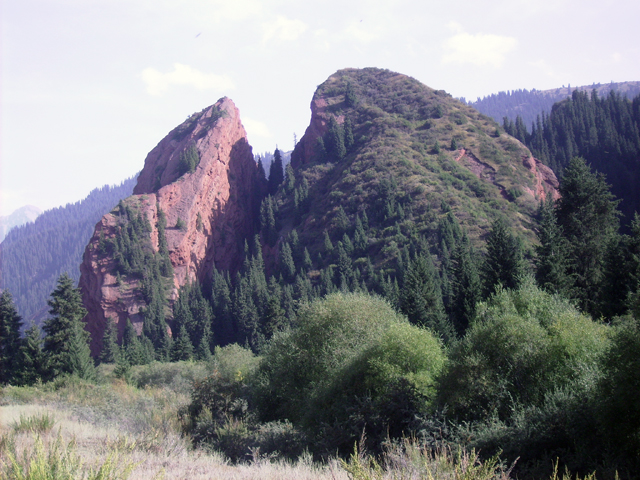
泰尔斯凯山脉Jety-Oguz山谷中的伤心岩